# Nördliche Altstadt (Rostock)

Der Ortsteil Stadtmitte

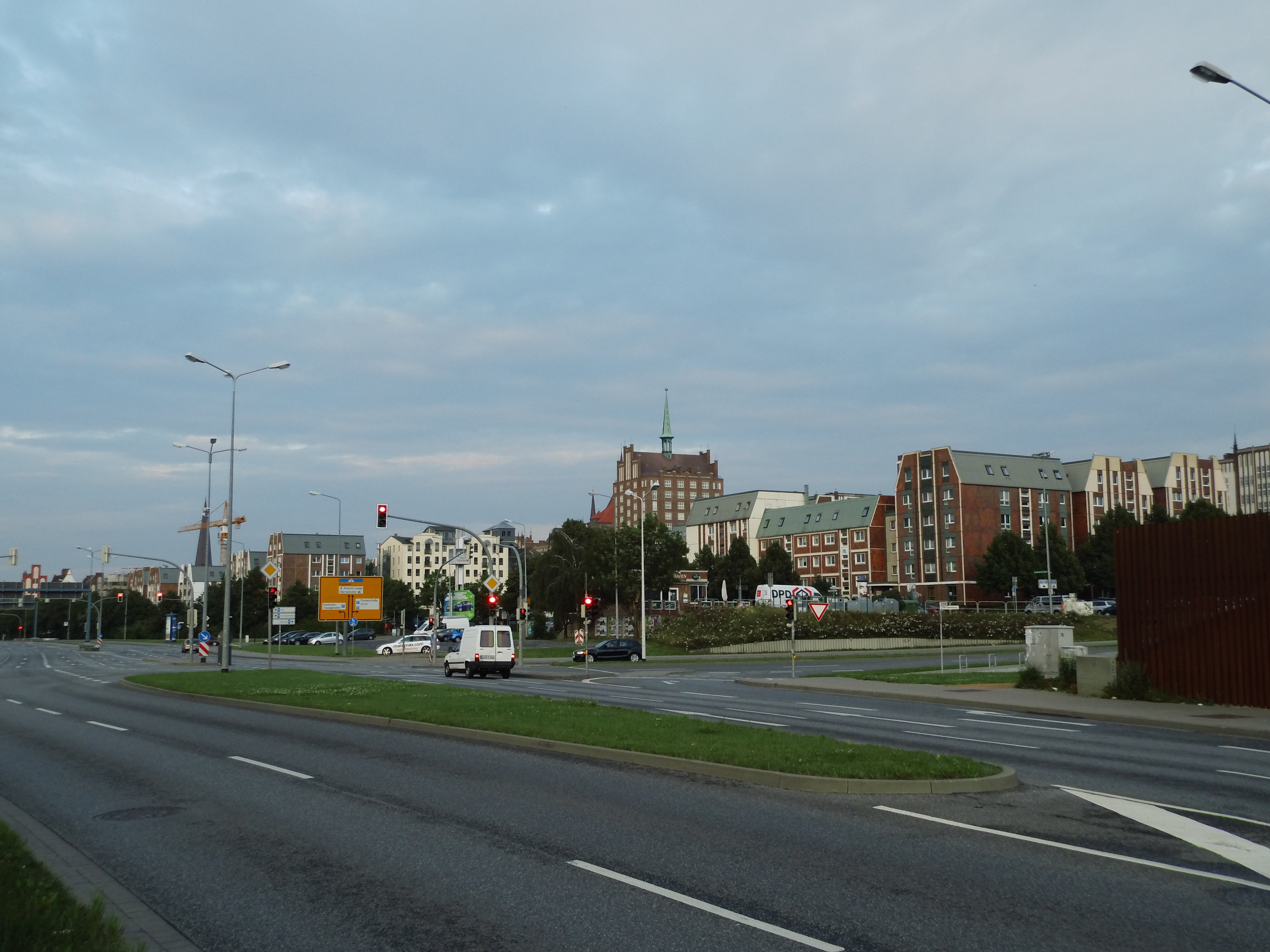
Nördliche Altstadt, vom Stadthafen aus gesehen

Die Nördliche Altstadt in Rostock ist ein Teil der modernen Stadtgliederung der Hansestadt und gehört zum Ortsteil Stadtmitte. Der Begriff Nördliche Altstadt bezieht sich auf das nördlich der Langen Straße und südlich des Stadthafens an der Unterwarnow befindliche Areal. Die Nördliche Altstadt wird im Westen von der Fischerbastion und im Osten von der Grubenstraße begrenzt.
Die heutige Nördliche Altstadt darf nicht mit der historischen Rostocker Altstadt, dem Bereich zwischen Grubenstraße und östlicher Stadtmauer, verwechselt werden (siehe auch: Östliche Altstadt).
In der Nördlichen Altstadt befinden sich die in hansischer Zeit so wichtigen, zum Hafen führenden Straßen, wie zum Beispiel die Lagerstraße und die Wokrenterstraße, sowie die sie verbindenden Nebenstraßen. Im historischen Kontext gehört dieses Stadtgebiet zur  Neustadt im Westen und zur Mittelstadt im Osten. Die Lagerstraße ist die Grenze dieser ehemaligen Teilstädte.
Die nach schwerer Kriegszerstörung zwischen 1953 und 1960 als monumentale sozialistische Magistrale wiederaufgebaute Lange Straße schob sich wie ein Riegel zwischen der heutigen Nördliche Altstadt und der Kröpeliner Straße, da die Verbindungen zwischen Langer Straße und den Straßen der Nördlichen Altstadt größtenteils verbaut, bzw. nur noch für Fußgänger durch Mauerdurchbrüche passierbar waren.
Durch diese Abschnürung der Nördlichen Altstadt vom kommunalen Organismus verkam deren historische Bausubstanz. Im Jahre 1978 begann dann die "Flächensanierung", ein Abriss der Häuser zwischen Fischerstraße und Wokrenterstraße. Die Neubebauung erfolgte dann mit Häusern in der sogenannten modifizierten Plattenbauweise. Diese Häuser sollten in Höhe und Form hansischen Giebelhäusern nachempfunden sein. Auf der Ostseite der Wokrenterstraße hingegen errichtete man eine Häuserzeile von Giebelhäusern in historisierender Form. In der Straße Burgwall und in der Lagerstraße ist deren historische Bausubstanz trotz Verlusten in den südlichen Abschnitten größtenteils zusammenhängend erhalten, bei der Koßfelderstraße gilt dies nur für einen kurzen Abschnitt dieser Straße im Norden.
Neben der Funktion als beliebtes Wohngebiet existieren in der Nördlichen Altstadt Kleingewerbe und gastronomische Einrichtungen.